# 政治科学与政治
《政治科学与政治》（PS: Political Science & Politics）是一份1968年起发行的同行评审学术期刊，由剑桥大学出版社为美国政治学会出版。该期刊每年出版4次，内容涵盖政治学关于当代政治的研究。据2014年发布的期刊引证报告指，《政治科学与政治学》的影响因子为0.789，在161份政治科学类的期刊排名第74位。

## 资料来源
1. ↑  . . Web of Science Social Sciences. Thomson Reuters. 2015.

## 外部连结
- 官方网站